# Bunny e il condor
Bunny e il condor (Bugs Bunny Gets the Boid) è un film del 1942 diretto da Robert Clampett. È un cortometraggio d'animazione della serie Merrie Melodies, uscito negli Stati Uniti l'11 luglio 1942. Il corto ha come protagonista Bugs Bunny, il quale si scontra con l'avvoltoio collorosso Beaky Buzzard (qui chiamato Killer) alla sua prima apparizione. Il titolo originale è un gioco di parole sull'espressione "get the bird" (con accento brooklynese), che può voler dire "imbrogliare l'uccello" ma anche "ricevere un dito medio" (o una pernacchia). Dal 1996 viene distribuito col titolo Coniglio a cena.

## Trama
Una femmina di avvoltoio incarica i suoi figli di andare a prendere qualcosa per la cena. Tutti si avviano tranne Killer, che è timido e un po' lento. Contro la sua volontà, la madre lo butta fuori dal nido ordinandogli di prendere almeno un coniglio. Killer vede Bugs Bunny e vola giù per catturarlo. Nonostante il suo tentativo di fuga, Killer cattura Bugs e vola verso il nido, ma il coniglio si libera facendogli il solletico. Bugs quindi cade giù e si schianta sulla sabbia sotto lo scheletro di un animale. Inizia a piangere credendo che le ossa siano sue, salvo scoprire in breve tempo di essere a posto. Anche Killer, dopo aver tentato di catturare nuovamente Bugs, finisce nello stesso modo e urla. Subito arriva sua madre, che in un primo momento pensa che Bugs abbia fatto del male al figlio. Ma Bugs tira fuori Killer dalla sabbia e, notando che il figlio è illeso, la madre abbandona il suo desiderio di mangiare Bugs, lo dichiara suo eroe e lo bacia.

## Distribuzione

### Edizione italiana
Il corto fu distribuito nei cinema italiani il 13 agosto 1963 all'interno del programma Bunny, coniglio dal fiero cipiglio, in inglese sottotitolato. In questa versione, come si può notare dal titolo, Killer veniva definito un condor. Il corto fu doppiato in italiano nel 1996 dalla Angriservices Edizioni sotto la direzione di Renzo Stacchi, per la trasmissione televisiva. Non essendo stata registrata una colonna internazionale, nelle scene parlate la musica fu sostituita. Le canzoni rimasero quindi in inglese.

### Edizioni home video

#### VHS
America del Nord
- Bugs! (1988)
- Bugs Bunny's Greatest Hits (1990)
- The Golden Age of Looney Tunes Volume 10: The Art of Bugs (1992)
- Looney Tunes: The Collector's Edition Vol. 7 (1999)
- Bugs Bunny: Big Top Bunny (26 ottobre 1999)

#### Laserdisc
- Bugs! & Elmer! (1989)
- The Golden Age of Looney Tunes (11 dicembre 1991)

#### DVD e Blu-ray Disc
Il corto fu pubblicato in DVD-Video in America del Nord il 30 settembre 2003, come contenuto speciale dell'edizione DVD di Ribalta di gloria. Fu poi incluso nel terzo disco della raccolta Looney Tunes Golden Collection: Volume 1 (intitolato Looney Tunes All-Stars: Part 1) distribuita il 28 ottobre 2003, dove è visibile anche con un commento audio di Michael Barrier; il DVD fu pubblicato in Italia il 2 dicembre 2003 nella collana Looney Tunes Collection, col titolo All Stars: Volume 1. Fu inserito anche nel primo disco della raccolta DVD Looney Tunes Spotlight Collection Volume 1, uscita in America del Nord sempre il 28 ottobre 2003, ristampato l'11 febbraio 2014 col titolo Looney Tunes Center Stage: Volume 1. Fu poi incluso (nuovamente col commento audio) nel secondo disco della raccolta Blu-ray Disc e DVD Looney Tunes Platinum Collection: Volume Two, uscita in America del Nord il 16 ottobre 2012. È stato inserito anche nell'edizione BD di Ribalta di gloria, uscita in America del Nord il 14 ottobre 2014, e nuovamente col commento audio nel primo disco della raccolta BD Bugs Bunny 80th Anniversary Collection, uscita in America del Nord il 1º dicembre 2020.

## Accoglienza
Una recensione contemporanea su The Film Daily diceva: "Altre avventure esilaranti di Bugs Bunny sono registrate qui con completa soddisfazione di grandi e piccini (...) Questo cartone animato in Technicolor è carico di solide risate".
Nel 2010 il film fu selezionato per l'inclusione nel libro di Jerry Beck The 100 Greatest Looney Tunes Cartoons; in tale occasione Charles Carney, ex sceneggiatore della Warner Bros., scrisse: "Clampett, una delle ostetriche del personaggio sempre più profondo di Bugs, procede alla sua velocità vertiginosa (...) Bugs avrebbe continuato a superare in astuzia un catalogo di avversari nel corso degli anni, dal semplicemente stupido al diabolico. Ma le sue lotte con Killer (...) rimangono un classico di due giovani personaggi memorabili in una battaglia comica per la sopravvivenza".